# Rudolph Bunner
Rudolph Bunner (* 17. August 1779 in Savannah, New York; † 16. Juli 1837 in Oswego, New York) war ein US-amerikanischer Rechtsanwalt und Politiker. Zwischen 1827 und 1829 vertrat er den Bundesstaat New York im US-Repräsentantenhaus.

## Werdegang
Rudolph Bunner wurde während des Amerikanischen Unabhängigkeitskrieges im Wayne County geboren. 1798 graduierte er am Columbia College in New York City. Er studierte Jura. Nach dem Erhalt seiner Zulassung als Anwalt praktizierte er von 1819 bis 1822 in Newburgh im Orange County. Im Oktober 1822 zog er nach Oswego im Oswego County. In der Folgezeit war er als Hersteller tätig. Er bekleidete den Posten als Direktor der Oswego Cloth & Carpet Manufacturing Co. Daneben war er als Großgrundbesitzer tätig. Ferner saß er im First Board of Directors der Oswego Canal Co.
Politisch gehörte er der Jacksonian-Fraktion an. Bei den Kongresswahlen des Jahres 1826 für den 20. Kongress wurde Bunner im 20. Wahlbezirk von New York in das US-Repräsentantenhaus in Washington, D.C. gewählt, wo er am 4. März 1827 die Nachfolge von Nicoll Fosdick und Daniel Hugunin junior antrat. Er schied nach dem 3. März 1829 aus dem Kongress aus.
Am 16. Juli 1837 starb er in Oswego und wurde auf dem Riverside Cemetery beigesetzt.